# Pieve di Sant'Ippolito (Asciano)
La pieve di Sant'Ippolito si trova ad Asciano, in provincia di Siena.

## Descrizione
Situata un tempo al di fuori dell'abitato, ed in origine a pianta basilicale, la chiesa è oggi di proprietà privata e ridotta ad una sola navata.
Un fonte in travertino di epoca longobarda a tronco di cono, scolpito con semplici arcatelle, oggi conservato nella basilica di Sant'Agata, ad attestare l'antica funzione battesimale che Sant'Ippolito mantenne fino al 998 e che perse, nell'XI secolo, proprio a favore di Sant'Agata.
L'altar maggiore è decorato da un affresco con la Madonna col Bambino in trono e i santi Ippolito e Cassiano, e conserva un'ottocentesca attribuzione al corpus di Giacomo Pacchiarotti un pittore minore della scuola senese, e databile al terzo decennio del Cinquecento.
Tuttavia a partire dal 1984 l'affresco è stato oggetto di altri studi che avanzavano l'ipotesi di un'attribuzione alla bottega del Pinturicchio. Appare infatti evidente che le figure della sacra Conversazione siano dipinte a più mani, nessuna delle quali appartenente alla scuola senese. L'opera è di straordinaria qualità nel suo complesso e, in special modo, nella figura del Sant’Ippolito; di tecnica pittorica eccezionale e di fisionomia finissima il giovane Santo soldato, rappresentato con mantello e spada, è il solo tra i Santi collocati nella nicchia centrale, tutti rivolti alla Madonna, a guardare nella direzione di chi si avvicina all’altare assumendo così una speciale rilevanza nella composizione. Nello sguardo rivolto verso l’osservatore, nei lineamenti di quella figura e nel suo straordinario pregio pittorico, è identificabile immediatamente l’autoritratto di un giovane Raffaello Sanzio raffiguratosi con il volto incorniciato dai lunghi capelli e la testa leggermente sporgente in avanti, nella posa ben nota e comune a tutti i pochi autoritratti conosciuti del pittore. Anche il San Paolo appare attribuibile all’urbinate come forse tutte le figure, seppur rimaneggiate, a destra del trono, mentre la Madonna col bambino è riconducibile alla mano del Pinturicchio secondo una tipologia più volte riscontrata in molte opere eseguite dall’artista in Umbria, a Roma ed a Siena.  Sempre di scuola umbra ma di mano non identificata sono le figure di San Pietro e di San Cassiano mentre quelle di San Domenico e di Sant’Antonio da Padova sono profondamente rimaneggiate sul finire del cinquecento. Trattasi pertanto di un gruppo di artisti umbri che, viaggiando lungo l'antica Via Lauretana Senese, si fermano presso il convento dei gesuati, noti protettori del Perugino e della sua scuola, ai primissimi del ’500, forse nell’anno 1500 stesso, nel corso dei frequenti contatti dei pittori umbri con Siena dove la colta committenza locale, ormai stanca di un’arte di maniera cercava fuori delle sue mura,  nell’Umbria col Perugino e  nel Nord Italia col Sodoma,  nuovi spunti d'innovazione. La collocazione della pieve lungo la via di pellegrinaggio rende ragione del fatto che, ai lati del trono della Madonna, in posizione centrale, si collocano non i Santi Ippolito e Cassiano, cui la chiesa è intitolata, ma gli Apostoli Pietro e Paolo, patroni di Roma giacché, come tutte le strade che conducono al Santuario Mariano, anche la Lauretana senese era posta sotto la diretta protezione del Vaticano.